# Joseph Absi
Joseph Absi (* 20. června 1946, Damašek) je melchitský řeckokatolický patriarcha Antiochie a celého Východu, Alexandrie a Jeruzaléma.
Jeho celý titul zní: Jeho Blaženost, Joseph Absi, patriarcha Antiochie, Alexandrie a Jeruzaléma, Cilicie, Sýrie, Iberie, Arábie, Mezopotámie, Pentapolis, Etiopie, celého Egypta a celého Orientu, Otec otců, Pastýř pastýřů, Biskup Biskupů, 182. přímý nástupce sv. Petra na stolci v Antiochii..

## Život
Narodil se 20. června 1946 v Damašku. Vstoupil do Společnosti misionářů svatého Pavla. Na kněze byl vysvěcen 6. května 1973. Po vysvěcení se stal kaplanem společnosti.
Roku 1999 byl zvolen generálním představeným společnosti.
Dne 22. června 2001 jej Synod biskupů Melchitské řeckokatolické církve zvolil kuriálním biskupem Antiochie. Dne 14. července 2001 jej papež Jan Pavel II. v této funkci uznal a přidělil mu titul titulárního arcibiskupa z Tarsu. Biskupské svěcení přijal 2. září 2001 z rukou patriarchy Řehoře III. Lahama a spolusvětiteli byli arcibiskup Jean Mansour a arcibiskup Joseph Kallas.
Roku 2007 rezignoval na funkci kuriálního biskupa. Roku 2014 byl jmenován pomocným biskupem Damašku. Poté, co patriarcha Řehoř III. Laham rezignoval v únoru 2017 na svou funkci a co jeho demise byla papežem v květnu téhož roku přijata, Svatý synod, který se sešel v Bejrútu, jej 21. června 2017 zvolil melchitským patriarchou Antiochie a veškerého Východu, Alexandrie a Jeruzaléma a následujícího dne získal od papeže Františka církevní společenství.  Z titulu své funkce je velmistrem Patriarchálního řádu svatého Kříže Jeruzalémského.

## Protektor Řádu sv. Lazara Jeruzalémského
Joseph Absi se s přijetím patriarchálního stolce v souladu s tradicí stal duchovním protektorem sjednocené maltsko-pařížské obedience Vojenského a špitálního řádu svatého Lazara Jeruzalémského, jehož protektory jsou melchitští patriarchové od 19. století.